# Joris Poschet
 (août 2020).
 (août 2020).
Si vous disposez d'ouvrages ou d'articles de référence ou si vous connaissez des sites web de qualité traitant du thème abordé ici, merci de compléter l'article en donnant les références utiles à sa vérifiabilité et en les liant à la section « Notes et références ».
 (août 2020).
Pour les articles homonymes, voir Poschet.
Joris Poschet, né le 14 mars 1983 à Tamise, est un homme politique belge flamand, membre de CD&V. 

## Carrière politique
- 2013-2015 : membre CPAS à Watermael-Boitsfort
- 2014- : Député flamand en suppléance de Bianca Debaets, secrétaire d'État bruxelloise.
- 2017- : Sénateur
- 2018- : Conseiller communal & chef de groupe à Jette pour la LBJette
- 2018- : Membre de l'Assemblée parlementaire de l'OSCE
- 2020-2022 : Président du CPAS de Jette
- 2022- : Echevin pour la LBJette : Finances et budget, Communauté flamande, enseignement néerlandophone, jeunesse néerlandophone et seniors néerlandophones, Vie sociale, Personne handicapée, Egalité des chances et Intégration.